# Szomód, Komárom-Esztergom
Szomód  este un sat în districtul Tata, județul Komárom-Esztergom, Ungaria, având o populație de 2.080 de locuitori (2011). 

## Demografie
Componența etnică a satului Szomód
     Maghiari (87,05%)
     Germani (11,03%)
     Necunoscut (0,48%)
     Alții (1,44%)
Componența confesională a satului Szomód
     Romano-catolici (41,73%)
     Reformați (20,05%)
     Fără religie (14,62%)
     Necunoscută (22,36%)
     Alte religii (1,83%)
Conform recensământului din 2011, satul Szomód avea 2.080 de locuitori. Din punct de vedere etnic, majoritatea locuitorilor (87,05%) erau maghiari, cu o minoritate de germani (11,03%). Apartenența etnică nu este cunoscută în cazul a 0,48% din locuitori. Nu există o religie majoritară, locuitorii fiind romano-catolici (41,73%), reformați (20,05%) și persoane fără religie (14,62%). Pentru 22,36% din locuitori nu este cunoscută apartenența confesională.